# Cielo Venezia 1270
Cielo Venezia 1270 este o companie italiană care comercializează bijuterii.
Compania este prezentă în 30 de țări pe plan mondial în 3.000 de magazine, vinde 300.000 bijuterii anual și are o cifră de afaceri estimată la 80 de milioane de euro.

## Cielo Venezia 1270 în România
Compania a intrat pe piața din România în anul 2008, prin deschiderea a patru magazine și încheind un parteneriat cu lanțul de bijuterii Royal Caro.
A avut o cifră de afaceri de 1,2 milioane lei în 2008 și 5,8 milioane lei în 2009.